# Cosmographiae Introductio

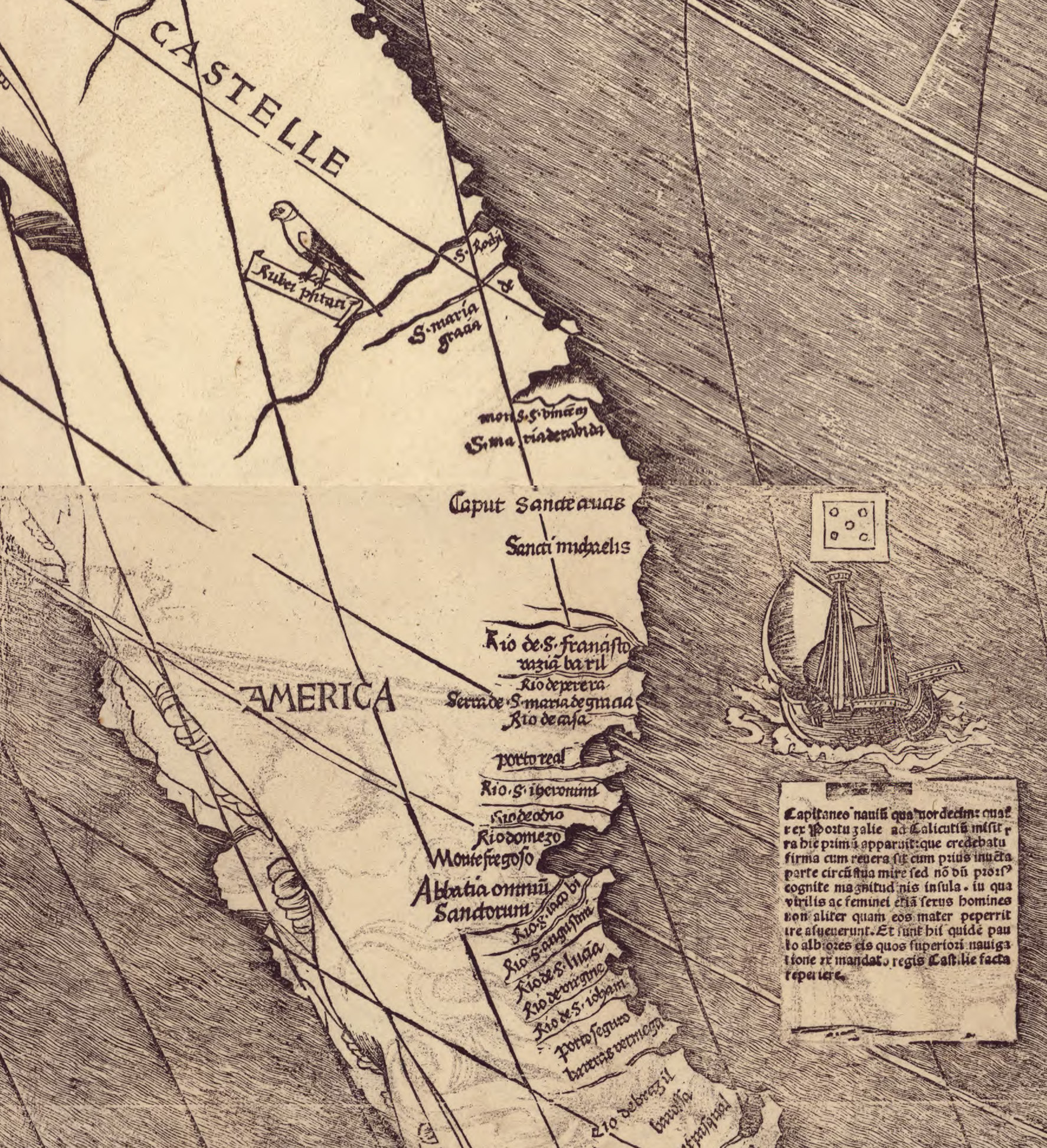
Dettaglio della Universalis Cosmographia con il nome «America».

Cosmographiae Introductio (in italiano Introduzione alla Cosmografia) è un libro prodotto dalla scuola cartografica di Saint-Dié-des-Vosges nel 1507 per accompagnare la mappa di Waldseemüller (Universalis Cosmographia). L'opera rappresenta il tentativo di aggiornare Geografia di Tolomeo con le recenti scoperte geografiche. Il libro e la mappa contengono per la prima volta il termine America per indicare il nuovo continente di recente scoperta.
Il titolo completo dell'opera è

## Contenuto

### Prima parte
La prima parte dell'opera si apre con una dedica all'imperatore Massimiliano I d'Asburgo, denominato Maximiliano Caesari Augusto Philesius Vosegisene, sotto forma di un poema di Ringmann di 22 versi.
Successivamente vengono sviluppati nove capitoli:
1. De principis geometrie (...)
2. Quid spera axis poli (...)
3. De coeli circulis
4. De quondam spherae (...)
5. De quinque zonis coelestibus (...)
6. De parallelis
7. De climatibus orbis
8. De ventis (...)
9. De quibusdam cosmographie rudimantis (...)

### Seconda parte
La seconda parte viene riportata la traduzione in latino della lettera al Soderini, riferendosi a Vespucci come Quatuor Americi Vesputii navigationes e sostituendo il destinatario della dedica da Pier Soderini al Duca Renato II di Lorena

### Commenti finali
Per unire coerentemente le due sezioni, Ringmann aggiunse dei brani di commento a corredo, tra cui il più famoso è quello in cui viene spiegato il motivo del nome America:
nomina.»

## Edizioni
- (LA) Martin Waldseemüller, Matthias Ringmann, Vautrin Lud e Nicolas Lud, Cosmographiae Introductio, Saint-Dié-des-Vosges, 1507.
- (LA) Martin Waldseemüller, Matthias Ringmann, Vautrin Lud e Nicolas Lud, Cosmographiae Introductio, 2ª ed., Strasburgo, Johannes Grüninger, 1509  [1507].